# Таркил, Саид Родионович
Саи́д Родио́нович Тарки́л (15 мая 1951, Гудаута, Абхазская АССР), абхазский политический деятель, первый министр иностранных дел Абхазии (1992—1993);
Женат на Марине Авидзба. Отец троих детей: Дианы, Адгура и Даура.

## Биография
Родился 15 мая 1951 года в Гудауте (Абхазская АССР).
В 1974 году окончил юридический факультет Ростовского государственного университета. Работал в Минюсте Абхазской ССР, в ВЛКСМ.
С 1982 по 1987 годы — председатель Гудаутского райисполкома.
С 1987 по 1988 годы работал в ЦК КПГ, а с 1988 года — первым[уточнить] секретарём Абхазского обкома КПСС.
С 1992 по 1993 годы исполнял обязанности министра иностранных дел Абхазии.
С 1994 по 1999 годы — Глава администрации Гудаутского района.
С 1999 года — директор Рицинского реликтового национального парка.